# 拉纳辛哈·普雷马达萨
拉纳辛哈·普雷马达萨（1924年6月23日—1993年5月1日），1989年1月2日至1993年5月1日任第3任斯里兰卡总统，此前他从1978年开始担任斯里兰卡总理。1993年5月1日被泰米尔伊拉姆猛虎解放组织（LTTE）以自杀炸弹刺杀死亡。

## 生平
拉纳辛哈·普雷马达萨出身于一个中等收入的家庭，属于专门操持洗衣业的多比（Dhobi）种姓。就读于科伦坡圣约瑟夫学院，他原计划是成为一个记者，还将贾瓦哈拉尔·尼赫鲁的自传翻译成僧伽罗语。
普雷马达萨早年参加工党，1950年代脱离工党、加入温和的统一国民党，在达德利·森纳那亚克内阁中担任广播部长，1967年1月将锡兰电台变成公营的斯里兰卡广播公司。
1980年代，斯里兰卡南部僧伽罗族和北部泰米尔族之间的冲突愈演愈烈。印度泰米尔纳德邦政府在中央政府的默许下，对泰米尔分裂势力猛虎组织提供训练和援助。1987年7月29日，时任印度总理拉吉夫·甘地和斯里兰卡总统贾亚瓦德纳签署了协议，允许印度维和部队来帮助平定这场冲突、解除泰米尔分裂分子武装，满足泰米尔人要求建立自治区，并遣返在印泰米尔人。然而其中最激进的泰米尔猛虎组织拒绝解除武装，印度军队在遭受持续重大伤亡后也未能挫败猛虎组织。1988年12月19日，经过一个多月紧张激烈的角逐，执政的统一国民党候选人普雷马达萨总理以50.4%的微弱多数票获胜。他在1989年1月2日正式就职后，面临着民族冲突、恢复经济和斯印关系三大难题。他在1月宣布解除已实施五年的全国紧急状态，到6月20日又被迫再宣布全国紧急状态。他并不赞同签署斯印和平协议，他当选总统后即要求印军撤出。印度政府也表示同意逐步撤离驻斯印军，并于1990年3月完全撤出斯里兰卡。
1993年5月1日，普雷马达萨在参加斯里兰卡各界举行庆祝“五一劳动节”游行和集会时，一名骑自行车的男子冲进来，在靠近总统的地方引发了绑在身上的炸弹。普雷马达萨总统和他的卫士等25人被炸身亡，另有60余人受伤。几小时后，总理丁吉利·班达·维杰通加在首席法官的主持下，就任代理总统。他呼吁全国人民保持平静，并宣布6日为遇害总统举行国葬，全国哀悼。
他与妻子Hema Wickramatunge有一子一女，儿子萨吉特·普雷马达萨是现任统一人民力量领袖。